# Chloroceryle
Chloroceryle és un gènere d'ocells de la família dels alcedínids (Alcedinidae).

## Taxonomia
Segons la Classificació del Congrés Ornitològic Internacional (versió 14.2, 2024) aquest gènere està format per 4 espècies:
- Alció verd amazònic (Chloroceryle amazona)
- Alció verd americà (Chloroceryle americana)
- Alció verd menut (Chloroceryle aenea)
- Alció verd ventre-rogenc (Chloroceryle inda)